# Gare d'Autelbas
La gare d'Autelbas est une ancienne gare ferroviaire belge des lignes 162, de Namur à Sterpenich et 167, d'Autelbas à Athus et Mont-Saint-Martin située à Hondelange (commune de Messancy), dans la province de Luxembourg en Région wallonne.

## Situation ferroviaire
La gare d'Autelbas était établie au point kilométrique (PK) 140,30 de la ligne 162, de Namur à Sterpenich (frontière luxembourgeoise), entre les points d'arrêt de Weyler et Barnich (également fermées), à la rue de la Biff (« Biff » pour bifurcation). Elle constituait le PK d'origine (0,0) de la 167, d'Autelbas à Athus et Mont-Saint-Martin (frontière française).

## Histoire
La gare d'Autelbas ou Autel est ouverte le 13 janvier 1862 par la Grande compagnie du Luxembourg lorsqu'elle met en service l'embranchement d'Autelbas à Athus et à la frontière française en direction de Longwy. Elle se trouve juste en avant de la bifurcation de cette ligne avec la ligne du Luxembourg, appartenant également à la GCL, dont le réseau est nationalisé en 1873.
En 1874, la Compagnie des chemins de fer Prince-Henri (PH), une société privée belgo-luxembourgeoise, met en service la ligne de Clemency à Autelbas reliée à la ligne de l'Attert de l'autre côté de la frontière. Après la faillite du PH et sa reconstitution par les Luxembourgeois, le trafic sur la petite ligne Clémency - Autelbas, faisant doublon avec la ligne de Luxembourg à la frontière belge, tombe à zéro. Elle est finalement démantelée en 1901.
Vers 1880, les Chemins de fer de l'État belge construisent en gare d'Autelbas un bâtiment des recettes semblable à ceux des gares de Fouches, Lavaux, Leignon et Hatrival.
Durant la seconde moitié du XXe siècle, la gare devient un simple point d'arrêt et le bâtiment est détruit[réf. nécessaire]. 
Le 3 juin 1984, la desserte voyageurs sur la ligne 167 est supprimée par la SNCB. Des trains omnibus d'Arlon au Luxembourg continuent à s'y arrêter jusqu'au 29 mai 1988.
Le site de la gare est toujours utilisé par Infrabel pour l'entretien de la ligne et de sa bifurcation. Un bâtiment technique à la façade en pierre et PVC a été construit dans les années 1970 ou 1980. Il est rasé vers 2021 au profit d'une nouvelle sous-station.